# Фискум, Бьярне
Бьярне Фискум (норв. Bjarne Fiskum; 27 августа 1939 — 30 августа 2021) — норвежский скрипач. Сын дирижёра Оттара Фискума (1913—1988).

## Карьера
Учился в Осло, Стокгольме, Копенгагене. С 1960 г. играл в Филармоническом оркестре Осло, в 1965—1973 гг. — его концертмейстер. Одновременно в 1960—1964 гг. — вторая скрипка Квартета Хиндаров. В 1975 г. провёл летнюю школу для молодых музыкантов, на основе которой возник Норвежский камерный оркестр. В 1977—1984 гг. — концертмейстер Тронхеймского симфонического оркестра. С 1983 г. — профессор Тронхеймской консерватории. В 1988 г. основал камерный оркестр «Тронхеймские солисты» и руководил им до 2001 года.